# Anisia inflexa
Anisia inflexa là một loài ruồi trong họ Tachinidae.